# Rejent (Pan Tadeusz)
Rejent Bolesta – postać z poematu Adama Mickiewicza Pan Tadeusz; urzędnik. Jest właścicielem charta Kusego. Przez większość utworu toczy spór z Asesorem, ostatecznie spór zostaje zakończony dzięki wspólnemu upolowaniu zająca przez Kusego i Sokoła oraz wymianie podarunków. Pod koniec utworu związał się z Telimeną. Nazywany był kaznodzieją, bo znany był z tego, że wyjątkowo lubił gestykulować. Był właścicielem strzelby sagalasówki.  
W adaptacji filmowej Pana Tadeusza z 1999 r. w reżyserii Andrzeja Wajdy w postać Rejenta Bolesty wcielił się Piotr Gąsowski.